# Trešnjeva Glava
Trešnjeva Glava – wieś w Bośni i Hercegowinie, w Federacji Bośni i Hercegowiny, w kantonie zenicko-dobojskim, w mieście Zenica. W 2013 roku liczyła 244 mieszkańców, z czego większość stanowili Boszniacy.